# Kalmak-Pass
Der Kalmak-Pass (kirgisisch Калмак ашуу Kalmak Aschuu) ist ein Gebirgspass im Oblus Naryn in Kirgisistan (Zentralasien).
Der 3446 m hohe Kalmak-Pass überquert den Gebirgszug des Songköltoos.
Die Straße über den Pass zweigt von der Fernstraße A365 (Sarybulak–Naryn) nach Westen ab und verläuft in westlicher Richtung durch das Flusstal des Tölök, linker Quellfluss des Dschoon-Aryk. Schließlich biegt sie nach Süden ab und gelangt über den Kalmak-Pass zum südwestlich gelegenen Hochgebirgssee Song-Köl. Die Passstraße ist gewöhnlich zwischen Juni und Oktober passierbar.